# 奧克蘭 (加利福尼亞州圖萊里縣)
奧克蘭（英語：Auckland）是位於美國加利福尼亞州圖萊里縣的一個非建制地區。該地的面積和人口皆未知。

## 地理
奧克蘭的座標為36°35′17″N 119°06′24″W / 36.58806°N 119.10667°W，而該地的平均海拔高度為390米（即1280英尺）。